# Мельничне (Самбірський район)
Ме́льничне — село в Україні, у Самбірському районі Львівської області.  Входить до Завадівського старостинського округу. Орган місцевого самоврядування - Турківська міська рада. Населення станом на 1 січня 2024 р. становить 667 осіб. Вперше згадується у 1538 р.

## Історія
У 1537 році в наслідок розмежувань земель між королівською власністю та місцевою шляхтою останні втратили багато територій. Одночасно шляхта стала інтенсивно колонізувала ще не обжиті землі, створивши кілька нових поселень поряд із вже існуючими. Так, Ільницькі на землях, що залишилися у їхньому розпорядженні, заснували с. Мельничне.
У жовтні 1629 р. Кримська та Буджацька орди здійснили напад на території Самбірського повіту. В результаті цього нападу постраждали кількадесят сіл Самбірської економії зокрема й Мельничне.

## Населення

### Мова
Розподіл населення за рідною мовою за даними перепису 2001 року:
| Мова       | Кількість | Відсоток |
| ---------- | --------- | -------- |
| українська | 738       | 99.87%   |
| румунська  | 1         | 0.13%    |
| Усього     | 739       | 100%     |

## Географія
Селом протікає Мельничний Потік. Найвища вершина - гора Шименка 812.9м.

## Церкви
Найдавніші згадки про церкву походять з податкового реєстру 1578 р. Згідно з джерелами, у 1789 р. коштом громади була збудована дерев'яна церква — тризрубна, триверха будівля бойківського типу. Ремонтувалася у 1808 та 1827 роках. Дерев'яний храм святого архангела Михаїла почали будувати в 1923 році. Новий храм освячено в 1926 році.Стару церкву розібрали у 1932 р.
Розташована на вершині високої гори у центрі села на цвинтарі. Храм стоїть на мурованому з каменя цоколі. Піддашшя церкви оперте на профільовані виступи вінців зрубів та приставлені кронштейни (навколо вівтаря). Церква всередині не мальована. Іконостас чотириярусний, аркової побудови. У 1938-1939 рр. його вирізьбив турківський різьбяр Степан Пуравець (розстріляний радянською владою в Самборі у 1941 р.).
Ікони для нього намалював у 1957 р. маляр Миргазіян Арсланов, татарин з походження,  після війни осів у Турці і пізніше навіть вихрестився, прийнявши ім'я Михайло. Стіни надопасання та восьмериків ошальовані вертикально дошками і лиштвами.

На захід від церкви розташована дерев'яна чотириярусна квадратна дзвіниця. На одвірку вхідних дверей вирізьблена дата будови — «1904», яка втрачена. У 1962-1989 роках церква стояла замкнена через атеїстичну діяльність радянської влади та відновлено при незалежності.

## Відомі люди
- Яворський Віктор Теофілович — український хімік, доктор технічних наук, професор, заслужений діяч науки і техніки України,Академік Академії інженерних наук України, Української екологічної академії наук, Нью-Йоркської академії наук, завідувач кафедри хімії і технології неорганічних речовин Львівської політехніки.